# Альбас (Ло)
Альбас (фр. Albas) — муниципалитет во Франции в регионе Юг-Пиренеи, департамент Ло.
Население — 507 человек (2008), площадь департамента — 21,84 км². Плотность населения — 23,21 чел/км².
Муниципалитет расположен на расстоянии около 500 км к югу Парижа, 100 км севернее Тулузы, 39 км юго-восточнее Каркассонн.

## Демография
| 1962 | 1968 | 1975 | 1982 | 1990 | 1999 |
| ---- | ---- | ---- | ---- | ---- | ---- |
| 411  | 504  | 522  | 545  | 507  | 545  |